# Ladislav Matušek
Ladislav Matušek (u mađarskim dokumentima Matusek László) je bio hrvatski kulturni djelatnik iz Mađarske, iz sela Ate. Značajan je kao sakupljač hrvatskog etnografskog blaga (bošnjačkih Hrvata iz Ate i dr.).
Djelovao je Ati i atskoj školi kao učitelj. Matušek i njegova supruga su dali neprocjenjiv doprinos za atski kulturni i duhovni život.
Bio je rukovoditeljem zavičajnog kružoka u Ati.
Njemu u čast se danas zove hrvatsko kulturno-umjetničko društvo iz Kukinja, osnovano 2000. godine.

## Djela
- Átai bosnyák textilmotívumok
- Átai bosnyák női ing

## Vanjske poveznice
- Tanac  Arhivirana inačica izvorne stranice od 4. veljače 2009. (Wayback Machine) Sakupljači